# Martina Zanitzer
Martina Zanitzer (* 4. September 2005 in Tolmezzo) ist eine italienische Skispringerin und ehemalige Nordische Kombiniererin.

## Werdegang
Zanitzer nahm als Jugendliche in der Nordischen Kombination an den Jugend-Cups sowie den Nordischen Skispielen der OPA teil. Zuletzt startete sie im März 2021 bei einem internationalen Wettbewerb in dieser Sportart.
Auch im Skispringen war Zanitzer ab 2012 zunächst bei Veranstaltungen innerhalb der Alpenländer präsent. Am 10. März 2018 debütierte sie in Chaux-Neuve im Alpencup. In dieser Wettkampfserie konnte die Italienerin einige Podestplätze erringen. Am 25. Januar 2020 nahm sie in Rastbüchl erstmals am FIS Cup teil, im Sommer 2021 folgte ihr Debüt im Continental Cup. Von 2021 bis 2024 gehörte Zanitzer zur italienischen Auswahl für die Nordischen Junioren-Skiweltmeisterschaften. Bei ihrer Teilnahme am Europäischen Olympischen Winter-Jugendfestival 2023 gewann sie mit dem Team die Silbermedaille. Beim Wettkampfwochenende in Râșnov am 17. und 18. Februar 2023 ging Zanitzer erstmals im Weltcup an den Start. In darauffolgenden Jahr wurde sie Teil der Grand-Prix-Mannschaft.

## Statistik

### Intercontinental-Cup-Platzierungen
| Saison  | Platz | Punkte |
| ------- | ----- | ------ |
| 2023/24 | 23.   | 104    |

### Continental-Cup-Platzierungen
| Saison  | Platz | Punkte |
| ------- | ----- | ------ |
| 2021/22 | 86.   | 003    |